# Публій Сервілій Пріск Структ (консул 495 року до н. е.)
Пу́блій Серві́лій Пріск Структ (лат. Publius Servilius Priscus Structus; ? — 495 до н. е.) — політичний та військовий діяч часів ранньої Римської республіки, консул 495 року до н. е.

## Життєпис
Походив з патриціанського роду Сервіліїв. Син Публія Сервіля Пріска. Замолоду брав участь у вигнанні царя Тарквінія Гордого. Згодом бився проти армії Тарквініїв та Порсени, царя Клузія. Згодом відзначився у війнах з латинянами, зокрема у битві при Регілленському озері.
За свої військові звитяги в 495 році до н. е. його було обрано консулом разом з Аппієм Клавдієм Сабіном Інрегілленом. Того часу почалася війна з вольськами, проте плебеї відмовилися вступати до війська внаслідок посилення податкового тягаря. У відповідь Сервілій видав наказ, щоб ніхто не тримав римського громадянина в оковах або у неволі, позбавляючи його можливості записатися до війська, і щоб ніхто, поки воїн у таборі, не забирав та не відчужив його майна, і не затримував би його дітей та онуків. Заспокоївши плебеїв, Сервілій зібрав армію, з якою рушив проти вольсків. Він зумів розбити ворогів та захопити їх місто Суессу Помецію. Ця перемога призвела до мирного підкорення вольсків з міста Ецетрі. За рішенням сенату землі останніх були розділені поміж римським колоністами.
Після цього проти римлян виступили сабіняни. Відразу Сервілій рушив проти них, зрештою завдавши поразки біля ріки Анієн. Римська армія здобула значні трофеї. Слідом за цим виступив проти аврунків, які виступили на підтримку вольсків. Пріск завдав супротивнику поразки, захопивши їх місто Аріцій.
Того часу його колега Аппій Клавдій почав найсуворішим чином правити суд щодо боргів, став перш закабалених боржників повертати кредиторам, дозволяв кабалити інших. У цій діяльності дістав підтримку сенату. Тому Сервілій, незважаючи на бажання протидіяти цьому, не наважився виступити на підтримку боржників та підтвердити свій колишній наказ. В результаті довіра з боку плебеїв та патриціїв до Публія Сервілія Пріска була підірвана.
Водночас Сервілій вступив у суперечку зі своїм колегою щодо права освячення Храму Меркурія. Той, хто отримував це право, також міг відати хлібним постачанням та заснувати торгову колегію. У результаті сенат виніс цю справу на розгляд плебеїв. Останні надали право освячення Марку Леторію, першому центуріону першої маніпули (тобто пріміпілу). Згодом під тиском плебеїв Сервілій разом з колегою склали свої повноваження. Про подальшу долю його немає відомостей.

## Родина
- Батько Публій Сервілій Пріск.
- Син Спурій Сервілій Пріск, консул 476 року до н. е.